# Rodeiro (Oza-Cesuras)
Rodeiro (llamada oficialmente Santa María de Rodeiro) es una parroquia y una aldea española del municipio de Oza-Cesuras, en la provincia de La Coruña, Galicia.

## Entidades de población
Entidades de población que forman parte de la parroquia:
- Barra (A Barra)
- Campiña (A Campiña)
- Corte do Mato (A Corte do Mato)
- Graña (A Graña)
- Iglesia (A Igrexa)
- Ribeira (A Ribeira)
- Ventosa (A Ventosa)
- Fajó (Faxó)
- Liñardelo (Liñardeu)
- Martín
- Mazarelas
- Moscoso
- Murujeses (Muruxeses)
- Brueiro (O Brueiro)
- Castelo (O Castelo)
- Seijo (O Seixo)
- Penabelá
- Rodeiro
- Samil
- Vilariño
- A Casanova
- A Fonte
- A Nabeira
- A Queimada
- A Xesta

## Despoblados
- Pena (A Pena de Martín)
- Pernás

## Demografía

### Parroquia

#### sigloXIX
|            | 1826 | 1836 | 1845 | 1857 | 1860 | 1887 | 1900 |
| Vecinos    | 121  | 41   | 60   | 125  | 131  | –    | –    |
| Habitantes | 603  | 187  | 360  | 622  | 695  | 641  | 781  |

#### sigloXX
| Año        | 1910 | 1920 | 1930 | 1940 | 1950 | 1960 | 1970 | 1981 | 1986 | 1991 | 1999 | 2000 |
| Habitantes | 748  | 792  | 747  | 843  | 862  | 903  | 727  | 445  | 422  | 410  | 350  | 349  |

#### sigloXXI
| Gráfica de evolución demográfica de Rodeiro (parroquia) entre 2001 y 2019 |
|                                                                           |
| Datos según el nomenclátor publicado por el INE.                          |

### Lugar
| Gráfica de evolución demográfica de Rodeiro (lugar) entre 2000 y 2019 |
|                                                                       |
| Datos según el nomenclátor publicado por el INE.                      |